# Spark (Tori Amos)
Spark è un singolo della cantante statunitense Tori Amos, pubblicato il 20 aprile 1998 come primo estratto dal quarto album in studio From the Choirgirl Hotel.

## Descrizione
Il testo della canzone fu ispirato dall'esperienza di aborto spontaneo vissuto da Amos nel 1996, come lei stessa dichiarò in un'intervista alla rivista Deluxe nel maggio del 1998:
La cantautrice ha confessato in un'intervista a MTV Europe che questa esperienza fu una perdita terribile, essendosi durante i tre mesi di gravidanza già connessa spiritualmente con il bambino. L'artista ha però dichiarato che Spark non riguarda solo la sua esperienza personale, ma parla anche di «una donna costretta a tirar fuori la sua energia interiore, senza sapere come si tirerà fuori da questa situazione. E alla fine non sa se ne uscirà fuori». Il testo è pervaso di forte simbolismo, anche se ci sono chiari riferimenti all'aborto vissuto nel verso "she's convinced she could hold back a glacier/but she couldn't keep baby alive" ("è convinta di poter spingere un ghiacciaio, ma non è riuscita a mantenere in vita un bambino"). Nella canzone tornano i riferimenti a Dio, come in canzoni passate di Amos quali God e Crucify. In Spark l'artista canta che se il piano divino è perfetto, allora la prossima volta darà una chance a Giuda. In questo caso Dio viene identificato nel personaggio ice cream assassin (l'assassino del gelato), come ha affermato in un'intervista al Rolling Stone l'8 agosto 1998: "Beh, la gente ha pregato per lui per tantissimo tempo e più guerre sono state combattute nel suo nome. Il grande tipo".
La struttura musicale del brano segna il passaggio di Amos dalla predominanza dell'uso di piano e voce verso un'interazione rock più "democratica" con altri strumenti, quali basso, chitarra e batteria. La cantautrice ha spiegato le proprie intenzioni alla rivista Billboard nel numero del 4 aprile 1998, dove ha ammesso di voler dare un taglio live all'intero album e integrare il pianoforte insieme agli altri strumenti: "Il piano è più integrato nel sound adesso [...]. Ho portato la cosa ʿuna ragazza e il pianoforteʾ il più lontano che potessi, e avevo davvero intenzione di essere una musicista con altri musicisti. Era molto importante per la mia crescita musicale suonare insieme ad altri musicisti, piuttosto che averli per suonare solo intorno a me".
La nuova direzione presa da Amos per From the Choirgirl Hotel è chiaramente illustrata in Spark, dove una linea di basso apre il brano per poi continuare insieme agli altri strumenti. Il piano si amalgama a un largo uso di chitarre stridenti che creano un'atmosfera di angoscia, mentre la batteria procede in maniera quasi tribale, ma mid-tempo. L'uso della voce della cantante utilizza un vasto range di sfumature che vanno da acuti penetranti a sospiri sussurrati. L'uso di elementi provenienti dall'elettronica spinge la canzone oltre i confini fino a quel momento esplorati dall'artista.

## Video musicale
Il videoclip fu diretto dal regista James Brown e girato in tre giorni in un bosco dell'altopiano Dartmoor, nell'Inghilterra meridionale. Inizialmente Brown aveva un'idea differente per il video, che Amos non trovava soddisfacente; così la cantante chiese al regista di creare una storia con protagonista una ragazza determinata a vivere. Il video si apre con un'immagine della cantante bendata e con i polsi legati, sdraiata su un letto di foglie secche nel bosco, mentre canta il testo della canzone. Un po' alla volta, il video inizia a mostrare altri dettagli della scena, fino a rivelare una macchina ferma nel bosco con un vetro infranto da un proiettile, una scarpa nera con tacco alto nel bagagliaio, dove presumibilmente era rinchiusa la cantante, e della benzina che fuoriesce dal serbatoio. Vicino all'auto, è sdraiato apparentemente svenuto un uomo in completo elegante di cui non viene mai mostrato il volto durante tutto il video. La cantante si alza e inizia a scappare dal luogo, nonostante sia bendata e legata, e si inoltra nella foresta. Sulla corteccia di un albero viene mostrata l'incisione della parola skeeter (moscerino). Successivamente anche l'uomo, forse il rapitore della cantante, si sveglia e inizia a inseguirla, mentre la cantante nel frattempo si immerge nel fiume per arrivare dall'altra parte, e sotto l'acqua si libera della benda agli occhi. Mentre l'uomo la insegue e controlla con ansia l'orologio al polso, l'automobile esplode. Liberatasi della benda, la cantante raggiunge una strada dove riesce a bloccare un'automobile che sta passando, per chiedere aiuto e mostrare i polsi legati. I conducenti sono una coppia di gemelli biondi e androgini, un ragazzo e una ragazza, che senza reagire e scomporsi se ne vanno senza aiutare la cantante. Il video si chiude sul dettaglio di una goccia di sangue che dalle mani di Amos cade su una foglia secca. Durante il video vengono mostrati alcuni animali selvatici, come insetti, anfibi e uccelli rapaci.
La scena della cantante sotto acqua fu girata, oltre che nel fiume, anche in una piscina per poter prendere i primi piani di Amos immersa. Questi pochi secondi richiesero un lavoro di diverse ore, mentre nel frattempo una controfigura girava la scena della corsa nel bosco successiva all'immersione nel fiume. I gemelli della scena finale sono presenti anche nel materiale fotografico utilizzato per From the Choirgirl Hotel, e secondo la cantante avrebbero dovuto ricordare il film Il villaggio dei dannati. L'intenzione del video era quella di lasciare un'atmosfera di suspense fino alla fine, senza sapere esattamente cosa è successo, cosa succederà e chi è l'uomo che insegue la cantante. Amos ha dichiarato: "Non saprete cosa accadrà a questa ragazza, ma è determinata a vivere".

## Accoglienza
La rivista britannica Music Week Magazine ha definito il singolo "potente" ed "elegante, a più strati". La recensione del NME asserisce ironicamente che ci si può facilmente immedesimare nel pezzo grazie al riferimento alla dipendenza da nicotina. Billboard ha elogiato la struttura della canzone e l'arrangiamento vocale della cantante, e ha descritto la canzone come "un'importante svolta pop" per la cantante. James Hunter del Rolling Stone ha sottolineato "la metallicità morbida" del brano.

## Tracce
CD singolo (Regno Unito – parte 1)
1. Spark – 4:12
2. Purple People (Christmas in Space) – 3:43
3. Have Yourself a Merry Little Christmas – 4:22
4. Bachelorette – 5:29

CD singolo (Regno Unito – parte 2)
1. Spark – 4:12
2. Do It Again – 6:04
3. Cooling – 4:41

7" (Stati Uniti)
- Lato A

1. Spark – 4:12

- Lato B

1. Spark (Instrumental) – 4:14

CD maxi-singolo (Stati Uniti)
1. Spark – 4:12
2. Purple People (Christmas in Space) – 3:43
3. Bachelorette – 5:29

## Successo commerciale
Il singolo è stato solo il quarto singolo di Amos a entrare nella Billboard Hot 100 statunitense, ma è quello che è riuscito a raggiungere la posizione più alta, arrivando fino al numero 49, diventando il primo singolo della cantante a penetrare nella top 50. Il singolo ha passato quattordici settimane in totale nella classifica. Nella Alternative Airplay il singolo ha raggiunto la posizione numero 13, diventando il secondo singolo di Amos a raggiungere questa posizione dopo Caught a Lite Sneeze e il quarto a entrare nella top 20. Spark è stato l'undicesimo e finora ultimo singolo della cantante a essere entrato nella Official Singles Chart britannica, dove ha raggiunto la posizione numero 16, diventando il settimo singolo della cantante a entrare nella top 20 della classifica inglese.

## Classifiche
| Classifica (1998)          | Posizione massima |
| -------------------------- | ----------------- |
| Australia                  | 50                |
| Regno Unito                | 16                |
| Stati Uniti                | 49                |
| Stati Uniti (adult top 40) | 32                |
| Stati Uniti (alternative)  | 13                |